# Nikolaos Anastopoulos
Nikolaos Anastopoulos (griechisch Νικόλαος Αναστόπουλος; * 22. Januar 1958 in Athen, Griechenland) ist ein ehemaliger griechischer Fußballspieler und aktueller Fußballtrainer. Während der späten 1970er und 1980er Jahre ging Anastopoulos als einer der bedeutendsten Stürmer in die Geschichte des griechischen Fußballs ein, er löste dabei Mimis Papaioannou als Rekordtorschützen der griechischen Nationalmannschaft ab.

## Vereinskarriere
Nikolaos Anastopoulos begann seine Karriere beim Athener Verein Dafni. 1976 wechselte er zum Erstligisten Panionios Athen und erhielt dort einen Dreijahresvertrag. Bei Panionios schaffte Anastopoulos schnell den Sprung in die Stammformation und konnte 1979 mit dem Verein sogar den Griechischen Pokal gewinnen. Im gleichen Jahr debütierte er erstmals im Europapokal und schoss im Rahmen des Europapokals der Pokalsieger zwei Tore gegen Twente Enschede sowie eins gegen IFK Göteborg. 1981 wechselte Anastopoulos zu Olympiakos Piräus, wo er in den nächsten sechs Jahren dreimal die Griechische Meisterschaft gewinnen konnte. 1987 wechselte Anastopoulos nach Italien zum Erstligisten US Avellino. Da er jedoch nicht mehr an seine früheren Erfolge anknüpfen konnte und sein Verein am Ende der Saison sogar den Weg in die Zweitklassigkeit antreten musste, kehrte Anastopoulos wieder nach Griechenland zurück. Bis 1994 spielte er dabei wieder für seine früheren Vereine Panionios und Olympiakos sowie auch für Ionikos Nikea.
Während seiner Karriere absolvierte Anastopoulos 405 Ligaspiele und erzielte dabei 182 Tore. Viermal gewann er die Auszeichnung zum Torschützenkönig der griechischen Liga. 1983 wurde er von der UEFA mit dem Bronzenen Schuh ausgezeichnet.

## Nationalmannschaft
Während seiner aktiven Karriere wurde Anastopoulos 73-mal in die Griechische Nationalmannschaft berufen und erzielte dabei 29 Tore, was bis heute die Bestmarke darstellt. 1980 nahm er mit Griechenland an der Endrunde der Europameisterschaft teil und schoss dabei das einzige Tor seiner Mannschaft bei diesem Turnier. Bis zur EM 2004, und Karagounis Treffer im Eröffnungsspiel gegen die Gastgebenden Portugiesen, war dies das einzige Tor welches Griechenland in einer WM- oder EM-Endrunde gelungen war.
Anastopoulos debütierte bei einer 1:6-Niederlage gegen Rumänien am 21. September 1977 unter Nationaltrainer Alketas Panagoulias in der A-Nationalmannschaft. Beim 1:1-Remis am 16. Januar 1980 gegen Zypern erzielte er in seinem vierten Länderspiel sein erstes Länderspieltor. Bei der 0:1-Niederlage gegen Dänemark am 27. April 1983 im Rahmen der Qualifikation zur Europameisterschaft 1984 führte er die Nationalmannschaft erstmals als Mannschaftskapitän aufs Spielfeld. Während der Qualifikation zur Europameisterschaft 1988 egalisierte er mit seinem 21. Nationalmannschaftstor beim 2:1-Erfolg über Ungarn am 12. November 1986 den bisherigen Torrekord von Mimis Papaioannou, den dieser Anfang der 1970er Jahre aufgestellt hatte. Bereits im folgenden Länderspiel überflügelte er per verandeltem Strafstoß beim 4:2-Auswärtserfolg bei Zypern am 3. Dezember des Jahres Papaioannou als Rekordtorschützen, den letzten seiner 29 Länderspieltreffer verzeichnete er im 72. Länderspiel seiner Karriere bei einer 1:3-Niederlage gegen die Türkei am 21. September 1986. Am 2. November des Jahres lief er bei der 0:3-Niederlage gegen Rumänien ein letztes Mal auf, das 74. Länderspiel war zudem sein 46. Einsatz als Mannschaftskapitän. In dieser Rolle beerbte ihn zeitweise Panagiotis Tsalouchidis.

## Trainerkarriere
Mit Ende seiner Spielerkarriere übernahm Anastopoulos als Trainer eine Reihe von griechischen Vereinen. Nach seinem Debüt bei Panelefsiniakos übernahm er, unter anderem, auch die Vereine PAS Ioannina und AO Kerkyra, die er in die erste Liga führte oder auch Aris Thessaloniki. 

## Erfolge
- Griechischer Meister: 1982, 1983, 1987
- Griechischer Pokalsieger: 1979

## Auszeichnungen
- Torschützenkönig der griechischen Liga: 1983, 1984, 1986, 1987